# 火石山
火石山，位於臺灣臺中市和平區梨山里與苗栗縣泰安鄉梅園村之間，為台灣知名山峰，也是台灣百岳之一，排名第51。火石山高達3,310公尺，屬於雪山山脈。火石山南方有頭鷹山，北邊連接雪山。其特色為冰河侵蝕過的山峰，特殊的尖形山峰突起於週邊山稜。